# Воєводина (волейбольний клуб)
«Воєводина» (серб. Војводина) — сербська чоловіча команда однойменного волейбольного клубу з міста Новий Сад.

## Історія
Чоловічий волейбольний клуб «Воєводина» був створений у 1946 році як структурний підрозділ спортивного клубу «Воєводина» з міста Новий Сад. Перші 30 років свого існування команда виступала в любительських лігах і тільки з середини 70-х років клуб починає підніматись на верхівку волейболу Югославії. У 1977 році клуб завоював перший трофей — кубок Югославії з волейболу.
В 1988 році «Воєводина» вперше стала чемпіоном країни і вперше бере участь у єврокубках. У лізі чемпіонів ЄКВ 1988/89 команда займає підсумкове 5-е місце.
Розпад Югославії не залишив команді конкурентів у чемпіонаті Сербії та Чорногорії — в 15 сезонах, проведених у цьому турнірі, клуб 10 разів ставав чемпіоном країни. У незалежній Сербії команда завоювала титул один раз в 2007 році. Як чемпіон країни, виступала в Лізі чемпіонів ЄКВ 2006/07. За результатами 10 зустрічей команда зайняла 5-е місце в групі D з 6 можливих, отримавши 2 перемоги.
У 2015 році «Воєводина» виборола європейський Кубок Виклику.
У 2016 році зустрілася з українською волейбольною командою «Барком-Кажани» (Львів) на етапі 1/32 Кубка ЄКВ. У першій грі у Львові «Воєводина» поступилася з рахунком 1:3, але в матчі-відповіді виграла з рахунком 3:0 і пройшла в наступне коло змагань.

## Досягнення
- Чемпіон Югославії (11): 1987-88, 1988-89, 1991-92, 1992-93, 1993-94, 1994-95, 1995-96, 1996-97, 1997-98, 1998-99, 1999-00
- Чемпіон Сербії та Чорногорії (1): 2003-04
- Чемпіон Сербії (1): 2006-07
- Володар Кубка Сербії (3): 2006-07, 2009-10, 2011-12
- Володар Кубка Сербії та Чорногорії (3): 2003, 2004, 2005
- Володар Кубка Югославії (7): 1977, 1987, 1992, 1994, 1995, 1996, 1998
- Володар Європейського кубка виклику (1): 2014-15